# María Laura Vincente
María Laura Vincente (Ramos Mejía, 25 de noviembre de 1977) es una exjugadora y entrenadora argentina de voleibol que se desempeñó como punta receptora. A nivel clubes formó parte del Boca Juniors, Vélez Sarsfield y otros, mientras que junto a la Selección femenina de voleibol de Argentina disputó la Copa Mundial de 1999, el Campeonato Mundial de 2002 y el Grand Prix de 2003, entre otras competencias.

## Biografía
Comenzó la práctica del voleibol en 1990, a los 13 años, en el club Estudiantil Porteño de la localidad de Ramos Mejía. Tras un paso de varios años por Boca Juniors, en 1999 pasó al club Gimnasia y Esgrima de Buenos Aires y luego a Náutico Hacoaj, siempre en primera división. En la temporada 2000/01 emigró a Francia para jugar dos años en el La Rochette, donde alternó entre las posiciones de líbero y punta-receptora. De allí pasó al Marina d'or Illa de Grau español a comienzos de 2003, para tras una breve estadía en Independiente de Bahía Blanca y el voleibol boliviano recalar ese mismo año en el Força Olímpica de Brasilia, donde se convirtió en la primera extranjera en jugar en la liga de Brasil.
Tras un receso debido a la llegada de su primer hijo, retornó a la liga argentina, donde se desempeñó en Banco Nación logrando el tricampeonato 2007/08, 2008/09 y 2009/10. En 2011 vistió los colores de Banfield, para en 2012 hacer lo propio en Gimnasia y Esgrima La Plata y en 2013 en Olimpo de Bahía Blanca. En 2014, a los 36 años, desembarcó en el equipo de la Universidad Nacional de La Matanza (UNLaM) para actuar como capitana en los torneos metropolitanos. Ese año la Federación del Voleibol Argentino la convocó a un partido amistoso organizado para despedir del país a la Selección femenina antes de su viaje al mundial de Italia, partido en donde se le otorgó un reconocimiento a su trayectoria.
Continuó jugando en el equipo de la UNLaM hasta finales del 2018, cuando a los 41 años concretó su retiro deportivo. En noviembre del año siguiente, sin embargo, y ya desempeñandose como entrenadora del equipo de la Universidad, tuvo su partido despedida con presencia de distintas jugadoras históricas de la selección nacional y la liga argentina.

### Como entrenadora
Finalizada su carrera como jugadora, tomó a su cargo la dirección técnica del equipo de la UNLaM, aunque ya en los últimos años de su carrera como jugadora había comenzado a desempeñarse como entrenadora de la Selección Argentina Universitaria de voleibol. Con la selección universitaria participó en las Universiadas de 2017, 2019 y 2021, así como en los juegos FISU América 2022, donde consiguió la medalla de plata. Con la UNLaM, por su parte, participa en la primera división de la liga metropolitana y se consagró campeona de la Liga Federal de 2022, por lo que logró el ascenso a la Liga Femenina de Voleibol, la máxima categoría argentina de voleibol femenino. En 2025 estuvo a cargo de la selección nacional sub-19 que participó en el Campeonato Mundial juvenil de 2025.

### Selección nacional
Comenzó su carrera internacional en 1999 disputando el Campeonato Sudamericano y la Copa Mundial de ese año. Formó parte, junto a Carolina Costagrande y otras, del equipo que consiguió la clasificación al Campeonato Mundial de Voleibol Femenino de 2002, el primero al que Argentina logró ingresar deportivamente y no por invitación. Durante el torneo clasificatorio la prensa la señaló como a uno de los pilares del equipo, destacando su saque y potencia en ataque. Disputó el Mundial, donde Argentina tuvo una magra actuación (eliminada en primera fase, con solo una victoria en cinco partidos), fue capitana del equipo en la Copa Mundial 2003 y participó del preolímpico de 2004. En 2005 puso fin a su carrera en la selección debido a su embarazo.